# Valentine Yanovna Zhubinskaya
Valentine Yanovna Zhubinskaya (17 de maio de 1926 - 2013) nasceu em Kharkiv, na Ucrânia. Ela foi uma compositora, concertista, conferencista e pianista ucraniana.

## Composições
As suas composições incluem:
- Romance e Serenata (violino e piano; 1946)

### Orquestra
- Concerto para piano (1950)

### Piano
- Álbum infantil (12 peças; 1946)
- Coleção de peças infantis (1960)
- Oito peças (1960)
- Quinze peças (1969)
- Quatro Estudos (1946)
- Lullaby e Humoresque (1946)
- Romance
- Variações russas (1963)
- Sonata (1948)
- Música e Valça (1946)
- Três improvisações (1963)
- Waltz (1948)

### Vocal
- Canções infantis (1971)
- Ciclo de obras de poetas búlgaros (1962)
- Ciclo Dobruy Khleb (coro; 1972)
- Molodezhnaya (Malykhin; voz e piano; 1968)
- Pesnya o Taimyre (M. Arons; voz e piano; 1947)
- Razvernis Garmonika (A. Prokofiev; voz e piano; 1947)
- Duas canções folclóricas ucranianas (coro a capella; 1948)
- Ciclo de Vremena Goda para crianças (voz e piano; 1959)